# 丁仏言
丁 仏言（てい ふつげん、1878年 〈光緒4年〉 - 1930年〈民国19年〉12月1日）は中華民国の政治家・書家・詩人・ジャーナリスト。仏言は字で、名は世嶧。号は邁純。

## 事績
清の廩貢生。日本に留学し、1907年（光緒33年/明治40年）6月、法政大学法政速成科第四班を卒業した。帰国後はドイツの山東鉱山区占領に反対するため、保鉱会という組織を結成している。後に山東法政学堂教習（教官）となった。1910年（宣統2年）、山東咨議局議員に当選したが、翌年辞職する。武昌起義が勃発すると、革命派に与して山東省の独立を図った。
1912年（民国元年）、北京で臨時参議院議員に当選し、さらに『亜細亜日報』主筆もつとめた。翌1913年（民国2年）5月、進歩党に加入し、党務部部長に任ぜられている。同年10月、国民党の張耀曽らと民憲党を組織したが、まもなく袁世凱の命令により国会は解散されてしまう。政党活動の一方で、張東蓀らと共に『中国雑誌』を編集・出版した。1915年（民国4年）、袁が皇帝即位をもくろむと、丁は上海に移り反袁活動を展開した。
袁世凱死後の1916年（民国5年）8月、大総統となった黎元洪により丁仏言は大総統府秘書長に任命された。しかし、翌年2月にいったん辞職・帰郷し、古文書学に親しむ。1922年（民国11年）、曹錕が賄選により大総統当選を目論むと、当時国会議員となっていた丁はこれを拒否し、さらに批判的な言論活動を展開した。このために丁は逮捕され、1924年（民国13年）に北京政変（首都革命）で曹が失脚するまで拘禁された。
その後、丁仏言は済南の中学で国文学教師となった。1928年（民国17年）以降は北平に寓居している。丁は書家・詩人としても優れた声望を有し、多くの作品を残した。 
1930年（民国19年）12月1日、北平にて病没。享年53。